# Julián Palacios San Millán
Julián Palacios San Millán (Madrid, 7 de desembre de 1970) és un exfutbolista madrileny, que ocupava la posició de defensa lateral esquerrà.

## Trajectòria esportiva
Va començar a destacar al Rayo Vallecano, amb qui debuta en primera divisió a la campanya 93/94. Palacios va estar diversos anys alternant les dues màximes categories amb l'onze vallecà, però només va ser titular la temporada 95/96, en la qual va jugar 29 partits. La temporada 1996-97 va estar tot l'any en blanc per causa d'una lesió de tíbia i peroné causada en un partit amistós contral el Real Jaén en la pretemporada.
Al mercat d'hivern de la temporada 97/98 deixa el Rayo i marxa al CD Numancia, amb qui és titular i peça clau per a l'ascens dels castellans el 1999. Però, no té lloc al club de Sòria i marxa al CP Mérida, que descendeix a la Segona B. Palacios acompanya als extremenys a la categoria de bronze.
Després d'una aventura a la Lliga portuguesa amb el SC Campomairense, va fitxar pel CE Castelló la temporada 2001/02. Aquell any el club de La Plana va contractar diversos jugadors amb experiència a la primera divisió per tal d'abandonar definitivament la Segona B. Si el rendiment en general va ser calamitós, Palacios va ser de les poques excepcions, juntament amb Salillas. El defensa madrileny va ser titular a la banda esquerra del Castelló al llarg de dues temporades més, disputant dues promocions d'ascens amb resultat advers.
Posteriorment va passar a l'Hèrcules CF l'estiu de 2004. Amb els alacantins aconsegueix pujar a Segona en la seva primera temporada. De nou a la categoria d'argent, Palacios hi disputa 16 partits de la temporada 05/06. Posteriorment, fitxaria pel CE Mataró.